# Bosszúvágy (film, 1974)
A Bosszúvágy 1974-ben bemutatott amerikai bűnügyi film, a történet alapjául Brian Garfield 1972-es azonos című regénye szolgált. Rendezője Michael Winner, a főszerepben Charles Bronson mint Paul Kersey, akinek feleségét meggyilkolják és ezek után önbíráskodást folytat az utcán.
A film sikerét követően még négy folytatás készült húsz év alatt.
A filmmel szembeni legfőbb kritika az volt, hogy támogatja az önbíráskodást és a bűnözők korlátlan büntetését.
A regény elítélte az önbíráskodást, a film ezzel szemben dicsőítette. A filmen végigvonuló gondolatmenet, hogy a növekvő mértékű utcai erőszakra csak erőszak lehet a válasz.

## Cselekménye
Paul Kersey (Charles Bronson) és felesége, Joanna (Hope Lange) Hawaii-n töltik a szabadságukat, majd hamarosan visszatérnek New York City-be, ahol Paul építészként dolgozik.
Joanna és lánya, Carol Anne (Kathleen Tolan) bevásárolnak a közeli élelmiszerboltban. Három huligán (egyikük az ebben a filmben bemutatkozó Jeff Goldblum) zavart kelt, majd észreveszik, amint Joanna a pénztárnál fizet. Mivel Joanna házhozszállítást kér, a címét egy cédulára írva a csomagba helyezik, ahol a huligánok is elolvassák. Ez alapján megtalálják a lakásukat és azzal az ürüggyel, hogy meghozták a boltból a megrendelt árut, behatolnak a lakásba. Itt egyikük festékszóróval összefirkálja a falat, a másik erőszakoskodni kezd a lánnyal, az asszonyt pedig brutálisan megverik, amikor csak 7 dollárt találnak a lakásban. A lányt megerőszakolják, majd elmenekülnek.
Pault felhívja a veje, Jack Toby (Steven Keats) azzal a hírrel, hogy felesége és lánya kórházban vannak. Türelmetlen várakozás után egy orvos megmondja neki, hogy a lánya életben van, felesége azonban meghalt. A rendőrségen közlik vele, hogy mivel a lánya szinte semmilyen információval nem tudott szolgálni (még azt sem tudta biztosan, hogy két vagy három támadó volt-e), és személyleírást sem adott, ezért igen kevés az esély rá, hogy elkapják őket.
A temetés után Paul másnap bemegy dolgozni, főnöke egy kiküldetéssel bízza meg (ami gyakorlatilag vakációnak számít), egy-két hétre Tucsonba kell utaznia (Arizona állam).
Ott Ames Jainchill (Stuart Margolin) helyi nagyvállalkozóval találkozik, aki egy emberi mértékű lakóparkot szeretne létesíteni, a környezet maximális megóvásával. Rögtön a megérkezés után a régi Tucsonban egy megrendezett vadnyugati lövöldözést látnak, amit a turisták kedvéért mutatnak be.
Paul késő éjszakákig dolgozik a terveken. Egyszer a megbízója, Jainchill kikapcsolódásként elhívja egy lövészklubba. Itt Jainchill meglepetésére Paul rögtön a céltábla közepébe talál. Kiderül róla, hogy a koreai háborúban harcolt (de lelkiismereti okokból megtagadta a szolgálatot).
Amikor végez a munkával, Jainchill egy díszesen csomagolt ajándékot helyez a poggyászába a repülőtéren. Miután megérkezik New Yorkba, Paul először a Hawaii nyaraláson készült fényképeket kezdi nézegetni, amelyek addigra elkészültek, de nem tudja végignézni őket. A Jainchill-től kapott csomagban egy forgótáras, 32-es kaliberű, nikkelezett, díszes, fehér nyelű pisztolyt talál.
Megtudja, hogy lánya katatóniában van. Késő éjszaka sétálni megy és magával viszi a fegyvert. A parton egy férfi ki akarja rabolni, revolvert szegez rá, ő azonban lelövi. Az áldozat Thomas Leroy Marston, a rendőrség számára ismert drogterjesztő.
Paul feldúltan hazarohan, és remegő kézzel italt tölt magának. Másnap folytatja „őrjáratát”, ekkor észreveszi, hogy egy sikátorban hárman rugdosnak egy földön fekvő férfit. Amikor észreveszik, fenyegetően közelednek, ő azonban lelövi mindhármójukat. Az egyik támadó egy drótkerítésen átmászva akar menekülni, de golyót kap a hátába.
Néhány nappal később két gyanús külsejű alak a metrón kiszúrja magának az újságot olvasó Pault. Egyikük késével felhasítja az újságot, Paul ekkor hasba lövi. A másik menekülőre fogja, de Paul őt is lelövi. A kocsiban ekkor nincs más utas, mivel nem sokkal korábban egy néger férfi és nő leszálltak. Paul gyorsan elhagyja a helyszínt. Egy rendőr utána fut, de nem éri utol.
Paul New York Harlem nevű negyedébe is elmerészkedik (akkor már nyilvánvaló, hogy a bűnözőkre vadászik). Egy büfében kávét iszik, fizetéskor a mellette ülő néger nő észreveszi, hogy mennyi pénz van nála, és jelez két társának, akik követik a férfit, amikor az távozik. Mivel a metrólejárat felé megy, egy másik lejárat felé futnak, és szemből közelítik meg. Mindkettejüknél kés van, és közlik vele, hogy adja át a pénzét. Ő lelövi az egyiket, de a másik megsebesíti a vállán, és menekülni próbál, ekkor utána lő. A második támadó elmenekül, de a kórházban meghal.
Már az első gyilkosság óta nyomoz utána a rendőrség, Frank Ochoa hadnagy (Vincent Gardenia) vezetésével, azonban kevés a rendelkezésre álló nyom. A lövések pontossága alapján a hadnagy megállapítja, hogy egy olyan háborús veteránról lehet szó, akinek családjában a közelmúltban gyilkosság következtében valaki meghalt. Az egész osztályt ezeknek a férfiaknak a felkutatásával bízza meg. A közvélemény ugyanakkor örül a fejleményeknek, mivel az utcán elkövetett rablások száma drasztikusan lecsökkent Paul működése óta (egy bizalmas jelentés szerint a felére), és a sajtó az újságok címlapjain foglalkozik az esetekkel.
Ochoa nemsokára gyanakodni kezd Paulra, és ő maga is megfigyeli az utcán parkoló kocsijából (Paul azonban észreveszi). Ochoa már a letartóztatását fontolgatja, amikor a rendőrfőnök és a kerületi ügyész beszélgetésre hívja. Itt feltárják neki az utcai bűnözés mértékének csökkenését és utasítják, hogy ne tartóztassa le Pault, csak ijesszen rá, hogy el kelljen hagynia a várost. Ochoa nem ért egyet ezzel, de végrehajtja a feladatot. Először igazoltatják Pault, átnézik a táskáját, és közlik vele, hogy a személyleírása pontosan illik arra, akit keresnek.
Paul ekkor surran ki a lakásából észrevétlenül, és a munkahelyére megy, ahol egy ideje a fegyvert tárolja. Sétája közben egy lépcsőnél hárman támadják meg, ketten késsel, egyikük revolverrel. Ez utóbbi megsebesíti Pault (a másik kettőt lelövi), ő azonban egy elhagyott gyártelepig üldözi, ahol meg is találja, és felszólítja, hogy vegye elő a fegyverét. A támadó nem érti ezt a lovagias gesztust, és elmenekül, amikor Paul a vérveszteségtől összeesik. A kórházban felkeresi Ochoa, és közli vele, hogy letartóztathatná, de elengedi, azonban el kell hagynia a várost. Paul utalást tesz a westernfilmekben szokásos „napnyugtáig hagyd el a várost” formulára, Ochoa azonban nem érti a célzást.
Paul Chicagóba érkezik vonattal. Az állomáson a cég helyi képviselője fogadja. Ekkor észrevesz néhány kötekedő alakot, akik egy fiatal nőt molesztálnak, és felborogatják a csomagjait. Paul odamegy segíteni a nőnek, majd a közben eltávozott támadókat játékosan megfenyegeti az ujjával, mintha pisztolyt szegezne rájuk, de közben mosolyog.

## Szereposztás
| Karakter              | Színész           | Magyar hangja (1980) |
| --------------------- | ----------------- | -------------------- |
| Paul Kersey           | Charles Bronson   | Kristóf Tibor        |
| Joanna Kersey         | Hope Lange        | Dallos Szilvia       |
| Frank Ochoa           | Vincent Gardenia  | Horkai János         |
| Jack Toby             | Steven Keats      | Szakácsi Sándor      |
| Sam Kreutzer          | William Redfield  | Versényi László      |
| Ames Jainchill        | Stuart Margolin   | Lukács Sándor        |
| Rendőrfőnök           | Stephen Elliott   | Bodor Tibor          |
| Carol Toby            | Kathleen Tolan    |                      |
| Hank                  | Jack Wallace      | Dobránszky Zoltán    |
| Kerületi ügyész       | Fred J. Scollay   | Verebes Károly       |
| Ives                  | Chris Gampel      | Szabó Ottó           |
| Joe Charles           | Robert Kya-Hill   | Kránitz Lajos        |
| Briggs hadnagy        | Edward Grover     | Bács Ferenc          |
| Csodabogár            | Jeff Goldblum     |                      |
| Csodabogár            | Christopher Logan |                      |
| Spraycan              | Gregory Rozakis   | Szokol Péter         |
| Őrmester a hivatalban | Floyd Levine      |                      |
| Alma Lee Brown        | Helen Martin      | Győri Ilona          |
| Andrew McCabe         | Hank Garrett      | Balázsi Gyula        |
| Jackson Reilly őrszem | Christopher Guest | Felföldi László      |
| Férfi Chicago-ban     | William Bogert    | Perlaki István       |
| Körzeti rendőr        | Olympia Dukakis   | Földessy Margit      |

Jeff Goldblumnak ez az első filmes szerepe, a nők egyik erőszakos támadóját alakítja, aki Paul lányát fellációra kényszeríti. Denzel Washington szintén ebben a filmben játszott először, mint az egyik sikátorbeli támadó (nincs a stáblistában). Christopher Guest egyik első megjelenése, ő az a fiatal rendőr, aki megtalálja Paul pisztolyát. A fiatal Saul Rubinek játssza az egyik támadót a metrón. A Bosszúvágy 5.-ben ügyvédként jelenik meg.

## A film készítése
A filmet eredetileg Sidney Lumet rendezte volna, Jack Lemmonnal a főszerepben. Ez akkor változott meg, amikor az eredeti producer helyét az olasz film-mogul, Dino De Laurentiis vette át, és a terjesztő a Paramount Pictures lett.
A Bosszúvágy az amerikai mozikban 1974 júliusában jelent meg. A filmet több stúdió is visszautasította a vitatott mondanivalója miatt.
A forgatókönyvet Wendell Mayes írta, akinek olyan alkotások fűződnek a nevéhez, mint az Egy gyilkosság anatómiája (1959) és A Poseidon kaland (1972). Michael Winner De Laurentiis kedvelt rendezője volt. Az öt Bosszúvágy filmből az első áll legközelebb a nyersanyagul szolgáló regényhez.

## Zenei anyag
A film zenéjét a többszörös Grammy-díjas Herbie Hancock szerezte és adta elő.

## Kritikai fogadtatás
A Bosszúvágy vegyes, többségében erősen negatív kritikákat kapott a fegyverviselés és önbíráskodás támogatása miatt, a közönség azonban kedvezően fogadta. A film széles körű vitát generált arról, hogy hogyan kellene kezelni az egyre növekvő bűnözést. A filmben nyíltan ábrázolt erőszak (például a lány brutális megerőszakolása) és Paul előre megfontolt szándékkal elkövetett gyilkosságai ellenérzést váltottak ki, de érthetőek és reálisak voltak az USA nagyvárosaiban végigsöprő bűnözési hullám ismeretében. A Rotten Tomatoes filmkritikusai 24 kritika alapján a filmet 67%-osra értékelték.
Sok kritikus elutasította a filmet, mint aminek mondanivalója erkölcsi veszélyt jelent a társadalomra és ami az antiszociális viselkedést támogatja.
Vincent Canby, a  The New York Times kritikusa különösen kikelt a film ellen, két hosszú cikkben is elemezte, az egyik Charles Bronson halála alkalmából jelent meg, 2003-ban. Brian Garfield, a könyv írója szintén elégedetlen volt a filmmel, mivel annak mondanivalója a regénnyel éppen ellentétes volt. Kijelentette továbbá, hogy bármiféle folytatás értelmetlen, és csak ront a helyzeten, mivel mindegyik az önbíráskodást propagálja. A film megnézése után egy folytatás könyvet írt,  Death Sentence („Halálos ítélet”) címmel, ez a film bemutatója utáni évben jelent meg.

## Hatásai
A Bosszúvágy vízválasztó volt Charles Bronson számára, akit addig főleg a A nagy szökés c. filmből ismertek. Bronson amerikai filmikonná vált, és rendkívül népszerű maradt a filmet követő két évtizedben. Ezalatt a filmnek négy folytatása készült:
- Bosszúvágy 2. - Death Wish II (1982)
- Bosszúvágy 3. – A terror utcája - Death Wish 3 (1985)
- Bosszúvágy 4. – Véres leszámolás - Death Wish 4: The Crackdown (1987)
- Bosszúvágy 5. – Bosszú a kedvesemért - Death Wish V: The Face of Death (1994)

A filmsorozat későbbi részeiben szinte már önmaga paródiájává vált a túlzott erőszak és Bronson korosodása miatt.
A Simpson család rajzfilmsorozat A Star Is Burns című epizódja a kitalált Bosszúvágy 9 reklámját mutatja, amiben az ágyban fekvő Bronson ezt mondja: „I wish I was dead” („bárcsak meghalnék” - ez utalás az eredeti filmcímre: „deathwish”, a.m. „halálvágy”).
Ugyanakkor a sorozat végig anyagilag hasznot hozott, mivel a rajongók támogatták.
A Jodie Foster főszereplésével készült 2007-ben bemutatott A másik én című film cselekménye hasonlít a Bosszúvágy történetére, viszont itt egy nő (Foster) lesz önjelölt igazságosztó, miután a férjét egy támadásban megölik. A főszereplők motivációja azonban teljesen más.

## Fordítás
Ez a szócikk részben vagy egészben  a   Death Wish (film) című angol Wikipédia-szócikk fordításán alapul.  Az eredeti cikk szerkesztőit annak laptörténete sorolja fel. Ez a jelzés csupán a megfogalmazás eredetét és a szerzői jogokat jelzi, nem szolgál a cikkben szereplő információk forrásmegjelöléseként.